# Танкред Отвільський
Танкред Отвільський (бл. 980—1041) — нормандський сеньйор XI століття. Про самого Танкреда мало що відомо, найкраще його пам'ятають за досягненнями його дванадцяти синів. Про Танкреда виникли різні легенди, але вони не мають підтверджувальних сучасних доказів, які б витримали перевірку часом.

## Життя та шлюби

Герб Отвіля

Танкред був дрібним землевласником у Нормандському герцогстві Французького королівства. Гоффредо Малатерра вказує, що він був лицарем дуже знатного роду, який успадкував від своїх предків поселення Отвіль (ймовірно, Отвіль-ла-Гішар, на північний захід від Кутанса, у Нормандії). З іншого боку, Анна Комніна в «Алексіаді» описує свого сина Роберта як людину незначного походження.
У молодості Танкред присвятив себе військовій справі і служив низці різних дворів. Нібито, проживаючи при дворі герцога Нормандського Річарда II, він пішов з ним на полювання та героїчно вбив кабана. Замість покарання (за середньовічним звичаєм, що лише герцог міг убити жертву полювання), Танкреда отримав схвалення за його дії. Відтоді він служив при дворі герцога, командуючи невеликим загоном з десяти лицарів. Окрім цієї історії, про нього мало що відомо, і, здається, він не мав жодної виняткової риси, окрім своєї стійкої плодючості.
Його першою дружиною була якась Муріелла, яку Малатерра зазначає як «визначальну завдяки своїм моральним якостям та благородному походженню». Коли Муріелла померла, Танкред одружився з Фрессендою, яка, за словами Малатерри, «за походженням та мораллю аж ніяк не поступалася своїй першій дружині». Малатерра уточнює причини рішення Танкреда одружитися повторно:
Оскільки він був ще не старий, він не відчував себе готовим до стриманості, але, будучи людиною чесною і ненавидячи розпусту, він узяв другу жінку. Насправді, пам’ятаючи слова апостола Павла: «щоб уникнути розпусти, нехай кожен чоловік має свою власну жінку, і тоді Господь судитиме розпусників і перелюбників», він волів задовольнитися законною дружиною, а не бути заплямованим обіймами наложниць.

## Родина
1 Дружина — Муріелла
Діти:
- Серло I — змінив його на посаді сеньйора Отвіль-ла-Гішар[2]
- Жофруа — граф Капітанати[2]
- Вільгельм — граф Апулії (помер 1046 р.)
- Дрого — граф Апулії (помер 1051 р.)[5]
- Онфруа — граф Апулії (помер 1057)[5]

2 Дружина — Фрессенда
Діти:
- Роберт Гвіскар — герцог Апулії та Калабрії (помер 1085)[6]
- Може — граф Капітанати (помер 1064)[2]
- Фрессенда — вийшла заміж за Річарда, князя Капуї[2]
- Вільгельм — граф Принципатський (помер 1080 р.)[2]
- Обрі[2]
- Губерт[2]
- Танкред[2]
- Фрументин
- Рожер — граф Сицилійський (пом. 1101)[6]

Зрештою, в «Анналах» Ромуальда Гуарни зазначається, що у Танкреда було три доньки, але вони не називають їхніх імен і не вказують, від якого шлюбу вони народилися. Одна з цих дочок — Фрессенда, згадана вище, яка вийшла заміж за Річарда I, князя Капуанського. Одну з двох дочок, що залишилися, іноді називають Беатріче, і її помилково вважали матір'ю Джеффрі, графа Конверсано. Вся інформація щодо неї сумнівна.